# 294 Puppis
294 Puppis (w Puppis) é uma estrela na direção da Puppis. Possui uma ascensão reta de 08h 21m 23.03s e uma declinação de −33° 03′ 15.7″. Sua magnitude aparente é igual a 4.83. Considerando sua distância de 838 anos-luz em relação à Terra, sua magnitude absoluta é igual a −2.22. Pertence à classe espectral K2/K3III.